# Ben Kenney

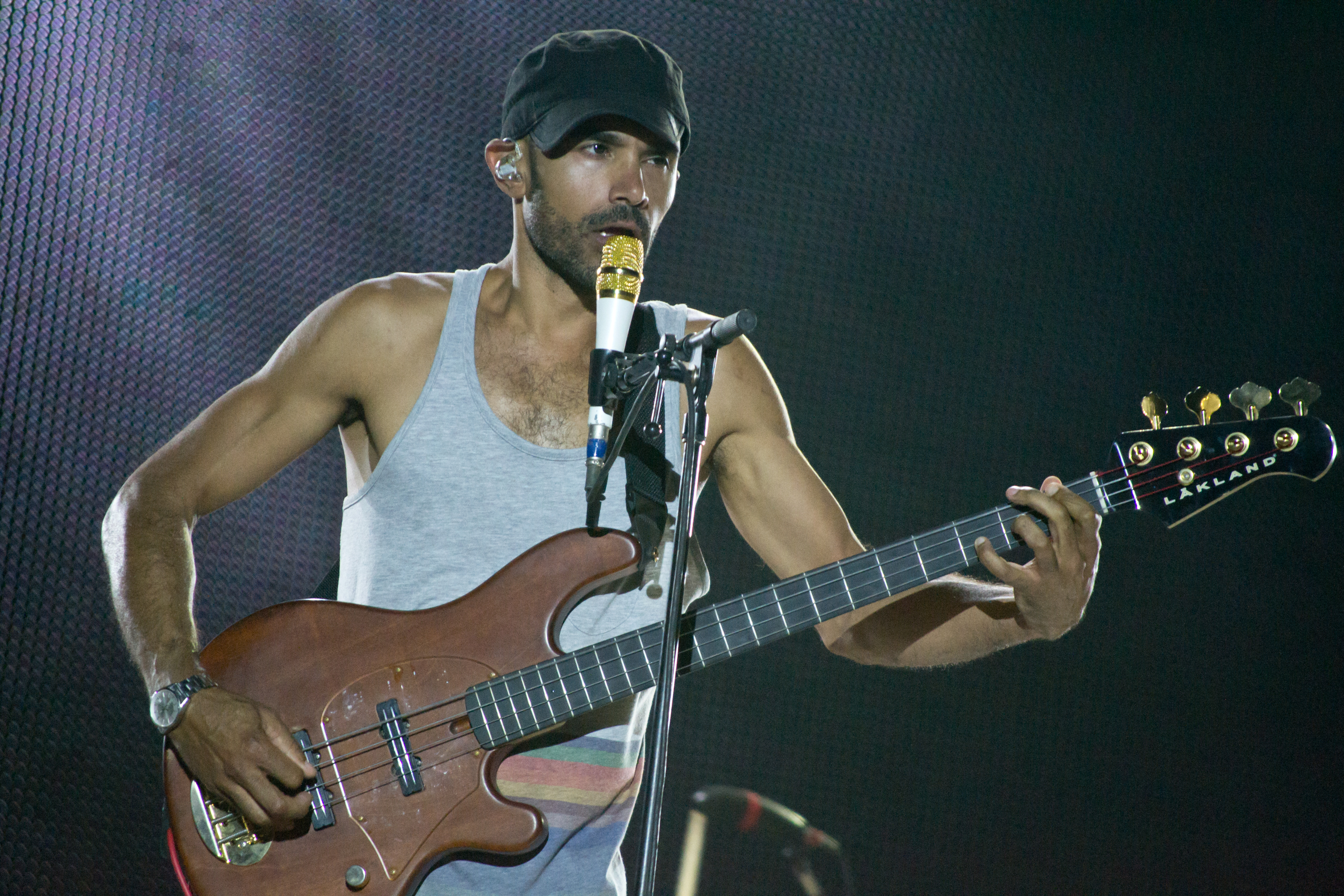
Ben Kenney w 2012

Benjamin Lee Kenney, Sr. (ur. 12 marca 1977) – amerykański muzyk pochodzący z Brielle w stanie New Jersey, basista zespołu Incubus.
Przed wstąpieniem do zespołu Incubus, co miało miejsce w 2003, po odejściu ówczesnego basisty tej grupy, Alexa Katunisha (znanego również, jako Dirk Lance), Ben Kenney grał na gitarze elektrycznej zespole hip-hopowym The Roots. Ben Kenney współpracował wcześniej z członkami Incubusa, Mikiem Einzigerem i Jose Pasillasem w projekcie Time Lapse Consortium.
Ponadto muzyk wydał już kilka solowych albumów, jak i grał w undegroundowych zespołach.
Pierwszym solowym albumem było 26, wydane w roku 2004. Kolejnym albumem był „Maduro”, wydane w 2006. Ostatnim jego solowym wydawnictwem jest Distance and comfort, wydane w 2008. Z ostatniej płyty został również nagrany teledysk do utworu „Eulogy”. Wszystkie jego solowe wydawnictwa zostały wydane przez jego własną wytwórnię Ghetto Crush Industries.